# Annie Get Your Gun
 Annie Get Your Gun és una pel·lícula musical estatunidenca de George Sidney estrenada el 1950, segons la comèdia musical de Herbert Fields i Dorothy Fields, lletra i música d'Irving Berlin, creada el 1946.

## Argument
Annie Oakley, noia extremadament dotada amb la seva carrabina és contractada per Buffalo Bill i integra el Wild West Show. Per a l'espectacle és enfrontada a Frank Butler, l'estrella del tir a qui roba ràpidament l'estrellat. Malgrat la rivalitat professional, una història d'amor neix entre els dos tiradors.

## Repartiment
- Betty Hutton: Annie Oakley
- Howard Keel: Frank Butler
- Louis Calhern: Coronel Buffalo Bill Cody
- J. Carrol Naish: Sitting Bull
- Edward Arnold: Pawnee Bill
- Keenan Wynn: Charlie Davenport
- Benay Venuta: Dolly Tate
- Clinton Sundberg: Foster Wilson

## Premis i nominacions

### Premis
- 1951 Oscar a la millor banda sonora per Adolph Deutsch i Roger Edens

### Nominacions
- Oscar a la millor direcció artística per Cedric Gibbons, Paul Groesse, Edwin B. Willis i Richard Peffer
- Oscar a la millor fotografia per Charles Rosher
- Oscar al millor muntatge per James E. Newcom
- Globus d'Or a la millor actriu musical o còmica per Betty Hutton

## Al voltant de la pel·lícula
- El personatge d'Annie Oakley ja havia estat la protagonista de la pel·lícula Annie Oakley de George Stevens estrenada el 1935 amb Barbara Stanwyck.
- El paper del títol ha estat creat per Ethel Merman.
- El rodatge va començar amb Judy Garland al paper d'Annie, Frank Morgan al paper de Buffalo Bill i Busby Berkeley a la realització. Busby Berkeley va renunciar davant les absències repetides de Judy Garland per malaltia. Va ser reemplaçat per Charles Walters, despatxat al cap d'algunes setmanes en benefici de George Sidney. Pel que fa a Frank Morgan, va morir de sobte després d'haver rodat la seva escena d'obertura.

## Galeria

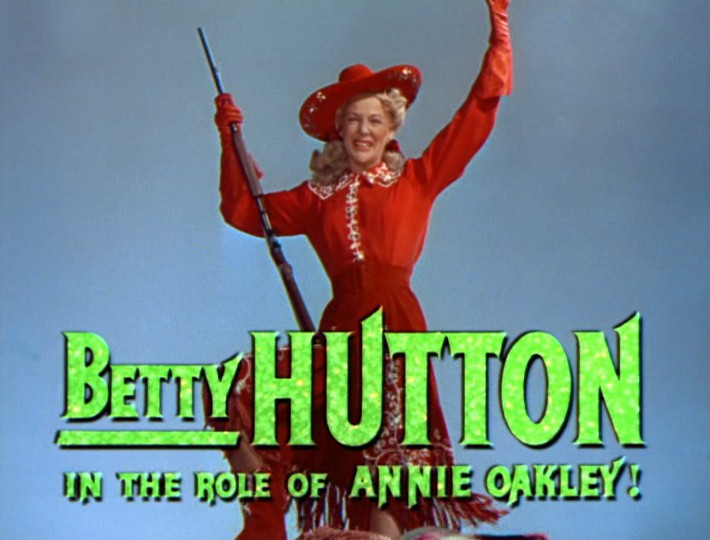
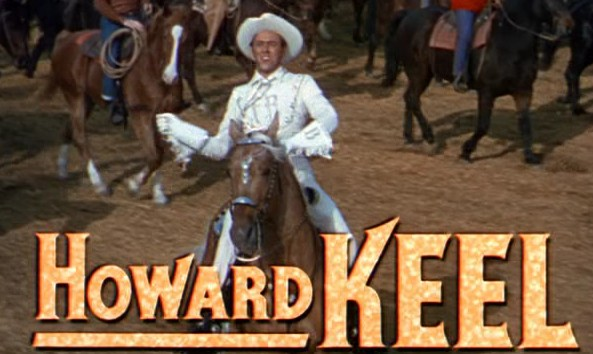
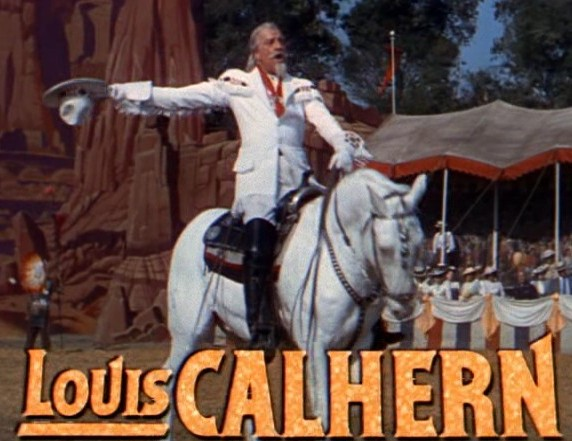
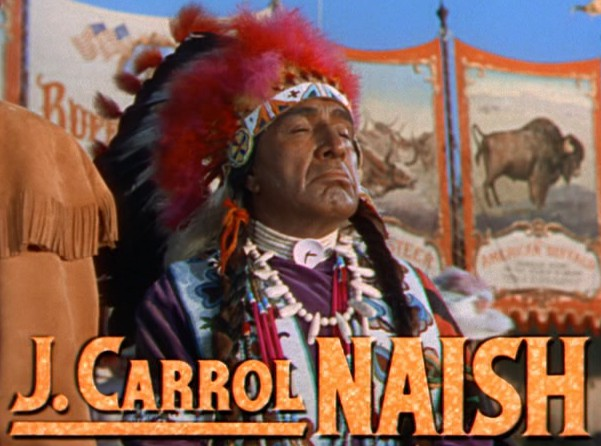
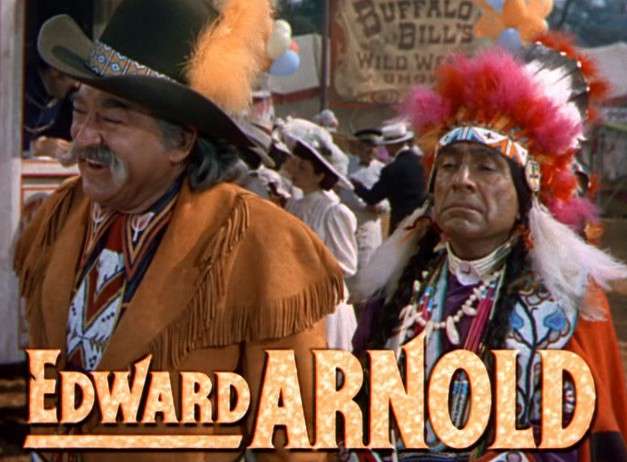
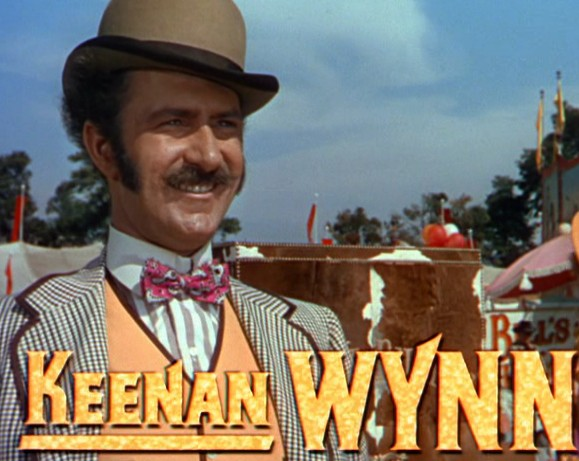